# Плейнс (Джорджія)
Плейнс (англ. Plains) — місто (англ. city) в США, в окрузі Самтер штату Джорджія. Населення — 573 особи (2020).

## Географія
Плейнс розташований за координатами 32°1′59″ пн. ш. 84°23′40″ зх. д. / 32.03306° пн. ш. 84.39444° зх. д. (32.033070, -84.394528).  За даними Бюро перепису населення США в 2010 році місто мало площу 2,11 км², уся площа — суходіл.

### Клімат
| Клімат : Плейнс       | Клімат : Плейнс | Клімат : Плейнс | Клімат : Плейнс | Клімат : Плейнс | Клімат : Плейнс | Клімат : Плейнс | Клімат : Плейнс | Клімат : Плейнс | Клімат : Плейнс | Клімат : Плейнс | Клімат : Плейнс | Клімат : Плейнс | Клімат : Плейнс |
| Показник              | Січ.            | Лют.            | Бер.            | Квіт.           | Трав.           | Черв.           | Лип.            | Серп.           | Вер.            | Жовт.           | Лист.           | Груд.           | Рік             |
| Середній максимум, °C | 13,9            | 16,1            | 20,0            | 25,0            | 28,9            | 31,7            | 32,8            | 32,2            | 30,0            | 25,6            | 20,6            | 15,6            | 24,4            |
| Середній мінімум, °C  | 1,7             | 2,8             | 6,7             | 10,6            | 15,6            | 19,4            | 20,6            | 20,6            | 17,8            | 11,7            | 6,7             | 2,8             | 11,1            |
| Норма опадів, мм      | 124             | 117             | 132             | 89              | 84              | 119             | 132             | 114             | 89              | 61              | 84              | 107             | 1255            |
| --------------------- | --------------- | --------------- | --------------- | --------------- | --------------- | --------------- | --------------- | --------------- | --------------- | --------------- | --------------- | --------------- | --------------- |
| Джерело: Weatherbase  |                 |                 |                 |                 |                 |                 |                 |                 |                 |                 |                 |                 |                 |

## Демографія
Згідно з переписом 2010 року, у місті мешкало 776 осіб у 250 домогосподарствах у складі 147 родин. Густота населення становила 368 осіб/км².  Було 276 помешкань (131/км²).
Расовий склад населення:
| - 51,4 % — білих - 42,7 % — чорних або афроамериканців - 5,5 % — осіб інших рас |

До двох чи більше рас належало 0,4 %. Частка іспаномовних становила 6,6 % від усіх жителів.
За віковим діапазоном населення розподілялося таким чином: 18,6 % — особи молодші 18 років, 51,4 % — особи у віці 18—64 років, 30,0 % — особи у віці 65 років та старші. Медіана віку мешканця становила 50,0 року. На 100 осіб жіночої статі у місті припадало 84,8 чоловіків;  на 100 жінок у віці від 18 років та старших — 84,8 чоловіків також старших 18 років.
Середній дохід на одне домашнє господарство  становив 51 562 долари США (медіана — 26 875), а середній дохід на одну сім'ю — 78 438 доларів (медіана — 33 269). Медіана доходів становила 29 250 доларів для чоловіків та 30 000 доларів для жінок. За межею бідності перебувало 30,6 % осіб, у тому числі 50,0 % дітей у віці до 18 років та 9,3 % осіб у віці 65 років та старших.
Цивільне працевлаштоване населення становило 224 особи. Основні галузі зайнятості: освіта, охорона здоров'я та соціальна допомога — 27,7 %, виробництво — 18,3 %, роздрібна торгівля — 13,8 %.